# Komisja Praw Człowieka Organizacji Narodów Zjednoczonych

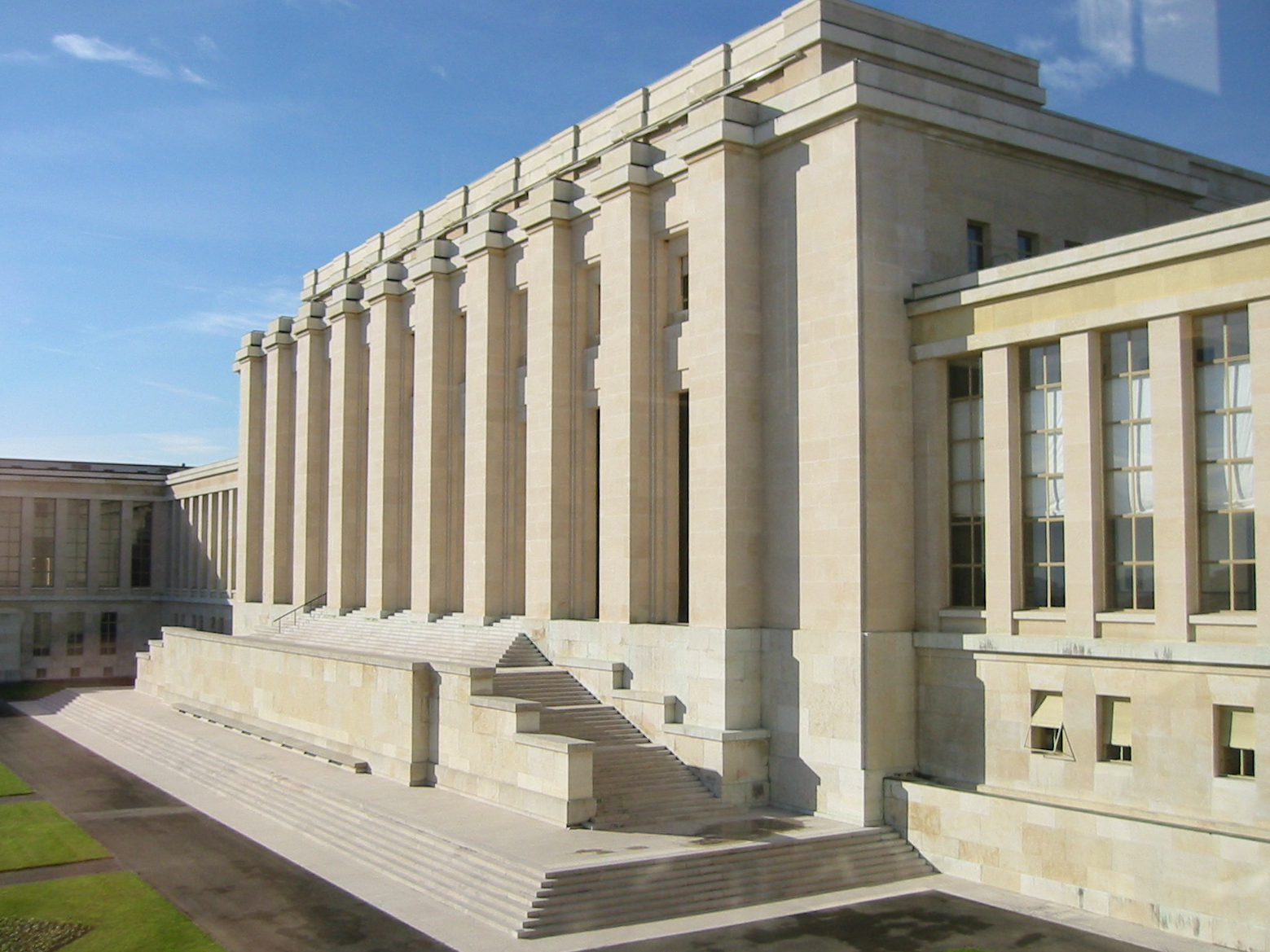
Tzw. "Pałac Narodów"

Komisja Praw Człowieka Organizacji Narodów Zjednoczonych (ang. United Nations Commission on Human Rights) – organ pomocniczy Organizacji Narodów Zjednoczonych, powołany w 1946 roku. Od 2006 roku jej miejsce zajęła Rada Praw Człowieka ONZ. Komisja Praw Człowieka była podstawowym forum ONZ zajmującym się ochroną i promowaniem praw człowieka.
Była organem pomocniczym Rady Gospodarczej i Społecznej, a w swej działalności była wspierana przez Biuro Wysokiego Komisarza Narodów Zjednoczonych do spraw Praw Człowieka.

## Powstanie
Komisja została powołana 10 grudnia 1946 na pierwszym posiedzeniu Rady Gospodarczej i Społecznej. Działała na podstawie art. 68 Karty NZ jako komisja funkcjonalna Rady (została powołana jako jedna z dwóch pierwszych, obok Komisji Praw Kobiet).

## Struktura
Komisja składała się z państw członkowskich działających poprzez swych przedstawicieli. Nie było stałych przedstawicieli państw w Komisji. Liczba państw tworzących Komisję powiększała się wraz z liczbą członków ONZ i w ostatnim okresie przed utworzeniem Rady Praw Człowieka wynosiła 53. Stosowano zasadę sprawiedliwego podziału geograficznego. W 2005 skład Komisji był następujący:
- 15 państw afrykańskich:
  - Burkina Faso, Egipt, Erytrea, Etiopia, Gabon, Gwinea, Kenia, Kongo, Mauretania, Nigeria, Południowa Afryka, Sudan, Suazi, Togo, Zimbabwe
- 12 państw azjatyckich:
  - Arabia Saudyjska, Bhutan, Chiny, Indie, Indonezja, Japonia, Katar, Republika Korei, Malezja, Nepal, Pakistan, Sri Lanka
- 5 państw wschodnioeuropejskich:
  - Armenia, Rosja, Rumunia, Ukraina, Węgry
- 11 państw latynoamerykańskich:
  - Argentyna, Brazylia, Dominikana, Ekwador, Gwatemala, Honduras, Kostaryka, Kuba, Meksyk, Paragwaj, Peru
- 10 państw zachodnioeuropejskich i innych:
  - Australia, Finlandia, Francja, Holandia, Irlandia, Kanada, Niemcy, Stany Zjednoczone, Wielka Brytania, Włochy

Komisja spotykała się na dorocznej sesji w Genewie w marcu i kwietniu.

## Podkomisja
Głównym ciałem pomocniczym Komisji była Podkomisja Ochrony i Promocji Praw Człowieka powołana w 1947. Składała się z 26 ekspertów i takiej samej liczby zastępców. W odróżnieniu od Komisji, wybór członków Podkomisji był personalny, choć przestrzegano zasady sprawiedliwego podziału geograficznego. Podkomisja funkcjonuje obecnie w ramach Rady Praw Człowieka.

## Działalność
Komisja opracowała teksty Powszechnej Deklaracji Praw Człowieka w 1948 oraz Międzynarodowych Paktów Praw Człowieka w 1966.
Głównymi zadaniami Komisji zbierającej się raz do roku na sesjach zwyczajnych (marzec-kwiecień) w siedzibie Organizacji Narodów Zjednoczonych w Genewie były: formułowanie zobowiązań międzynarodowych w dziedzinie praw człowieka, kontrola ich przestrzegania przez państwa, reagowanie na łamanie praw człowieka w różnych krajach oraz udzielanie pomocy doradczej i technicznej w zakresie tworzenia infrastruktury prawno-instytucjonalnej dla ochrony praw człowieka w państwach, które zgłaszają zapotrzebowanie na tego rodzaju pomoc.
Co roku, podczas sesji Komisja przyjmowała ok. 90 rezolucji dotyczących m.in. sytuacji praw człowieka w poszczególnych państwach, kwestii tematycznych (np. zwalczania kary śmierci, bezkarności, praw dzieci, praw kobiet, praw ekonomicznych, społecznych i kulturalnych) oraz pomocy technicznej dla państw.

## Komisja a Komitet Praw Człowieka
Komisji nie należy mylić z Komitetem Praw Człowieka powołanym na podstawie Międzynarodowego Paktu Praw Obywatelskich i Politycznych.